# سرم حقیقت

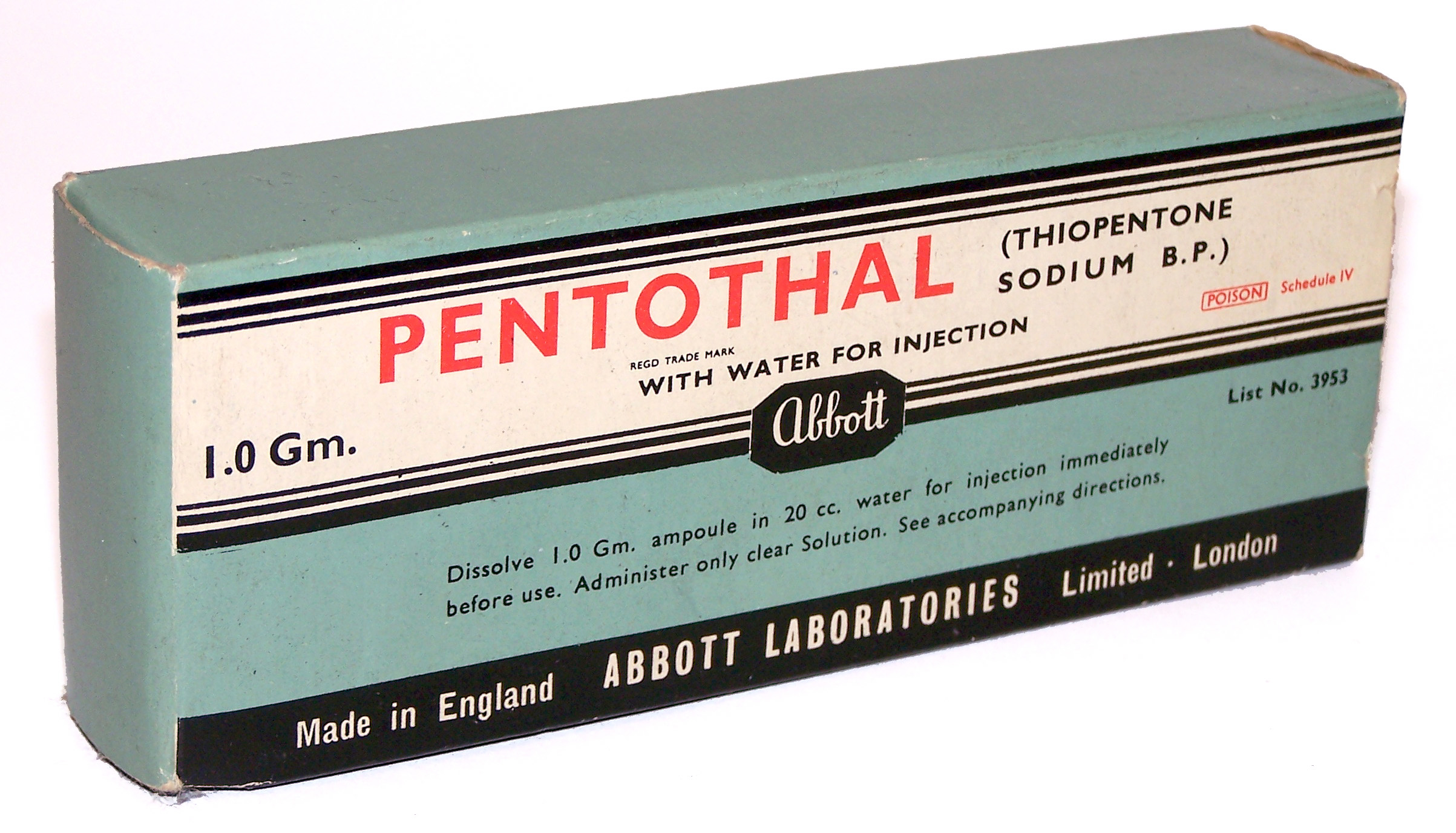
سدیم پنتوتال، با عنوان پنتوتال به بازار عرضه می‌شود.

" سرم حقیقت " یک نام محاوره ای برای هر یک از طیف وسیعی از داروهای روانگردان است که در تلاش برای به دست آوردن اطلاعات افراد از موضوعاتی که قادر نیستند ارائه دهند یا تمایلی به ارائه آن ندارند، در غیر این صورت استفاده می‌شود. از جمله این موارد عبارتند از: اتانول، اسکوپولامین، شینوکلیدینول‌بنزینات، میدازولام، فلونیترازیپام، تیوپنتال سدیم و آموباربیتال، در میان دیگران.
اگرچه انواع مختلفی از این مواد آزمایش شده‌است، اما موارد جدی دربارهٔ استفاده از آنها از نظر علمی، اخلاقی و قانونی مطرح شده‌است. در حال حاضر هیچ دارویی اثبات نشده‌است که باعث تقویت مداوم یا قابل پیش‌بینی حقیقت گویی شود. مشخص شده‌است که افرادی که تحت تأثیر چنین موادی مورد سؤال واقع شده‌اند، توصیه‌پذیر بوده و خاطرات آنها می‌تواند ساختگی و غیرواقعی باشد. وقتی از این نوع داروها در جریان رسیدگی به پرونده‌های مدنی و کیفری استفاده شده باشد، از نظر سیستم‌های حقوقی غربی و کارشناسان حقوقی به عنوان ابزار تحقیق واقعی پذیرفته نشده‌است. در ایالات متحده پیشنهاد شده‌است که استفاده از آنها نقض بالقوه متمم پنجم قانون اساسی ایالات متحده (حق سکوت) است. نگرانی‌هایی نیز از طریق دادگاه حقوق بشر اروپا با این استدلال مطرح شده‌است که استفاده از سرم حقیقت می‌تواند نقض حقوق بشر برای عاری بودن از برخورد تحقیرآمیز تلقی شود یا نوعی شکنجه محسوب می‌شود. گفته شده‌است که این نقض کنوانسیون بین آمریکایی پیشگیری و مجازات شکنجه است.
«سرم حقیقت» به عنوان بخشی از اعمال قدیمی و بی‌اعتبار روان‌پزشکی، علیه بیماران روان پریش مورد سوءاستفاده قرار گرفت و دیگر مورد استفاده قرار نمی‌گیرد. در یک زمینه درمانی، تجویز کنترل شده داروهای خواب‌آور داخل وریدی «ترک اعتیاد» یا «تجزیه و تحلیل» نامیده می‌شود. چنین کاربردی اولین بار توسط دکترویلیام بلاک‌وِن ثبت شد. قابلیت اطمینان و پیشنهاد پذیری بیماران نگران کننده است و اکنون القای شیمیایی یک حالت روانی غیرارادی اکنون به‌طور گسترده‌ای نوعی شکنجه تلقی می‌شود.

## مواد شیمیایی فعال

آموباربیتال، یکی از ترکیبات شیمیایی است که می‌تواند به عنوان یک سرم حقیقت استفاده شود.

داروهای آرامبخش یا خواب‌آور که عملکرد شناختی بالاتری را تغییر می‌دهند شامل اتانول، اسکوپولامین، ۳-کوینوکلیدینیل بنزیلات، بنزودیازپین‌های هیپنوتیزم قوی کوتاه یا متوسط مانند میدازولام، فلونیترازپام و باربیتورات‌های کوتاه مدت و فوق‌العاده کوتاه از جمله سدیم تیوپنتال است (نام پنتوتال) و آموباربیتال (که قبلاً سدیم آمیتال نامیده می‌شد).

## قابلیت اطمینان
در حالی که بسیاری از مطالعات بالینی در مورد اثربخشی تجزیه و تحلیل دارو در بازجویی یا تشخیص دروغ وجود داشته‌است، اما این که آیا هر یک از آنها به عنوان یک مطالعه تصادفی کنترل شده واجد شرایط است که استانداردهای علمی برای تعیین اثربخشی را دارد، اختلاف وجود دارد.

## استفاده توسط کشورها

### هند
اداره تحقیقات مرکزی هند از باربیتورات‌های وریدی برای بازجویی استفاده کرده‌است، که اغلب در موارد با مشخصات بالا انجام می‌شود. بازجویی از اجمل کساب، تنها تروریستی که در حملات سال ۲۰۰۸ در بمبئی، هند توسط پلیس زنده زنده دستگیر شد، یکی از این موارد بود. کساب یک مبارز پاکستانی و از اعضای گروه تروریستی لشکر طیبه بود. در ۳ مه ۲۰۱۰، کساب به اتهام ۸۰ جرم، از جمله قتل، جنگ علیه هند، داشتن مواد منفجره و سایر اتهامات، مجرم شناخته شد. در ۶ مه ۲۰۱۰، دادگاه بدوی وی را به چهار فقره اعدام و پنج بار به حبس ابد محکوم کرد.
اداره تحقیقات مرکزی همچنین این آزمایش را بر روی کریشنا، شاهد اصلی (همچنین مظنون) در پرونده قتل‌عام آروشی-هِمراج از سال ۲۰۰۸ انجام داد تا از کریشنا اطلاعات بیشتری کسب کند و همچنین اعتبار وی را به عنوان یک شاهد با اطلاعات کلیدی تعیین کند، اما هنوز برای مقامات تحقیق شناخته شده‌است. به گفته منابع مختلف رسانه ای تأیید نشده، کریشنا ادعا می‌کرد که هِمراج (مظنون اصلی) را به جرم قتل آروشی بی گناه دانسته و ادعا کرده‌است که او [هِمراج] «با دخترانش با آروشی رفتار می‌کند».
در تاریخ ۵ مه ۲۰۱۰، قاضی دادگاه عالی بالاسوبرامانیام در پرونده "Smt. سلوی در مقابل ایالت کارناتاکا "اظهار داشت که آزمایش نارکوآنالیز، پلی گرافی و نقشه‌برداری مغز پس از رضایت متهم مجاز است. قاضی اظهار داشت: ما عقیده داریم که هیچ شخصی را نمی‌توان ناخواسته مجبور و تحت چنین تکنیک‌هایی قرار داد و با این کار به منزله نفوذ بی‌دلیل آزادی شخصی است.
در گجرات، دادگاه عالی مادیا پرادش در تحقیقات مربوط به قتل یک ببر که در ماه مه ۲۰۱۰ اتفاق افتاد، اجازه تجزیه و تحلیل narcoanal را داد. ببر جورجورا در پارک ملی بندهاگگر، مادر سه توله، در اثر اصابت وسیله نقلیه مرده یافت. یک گروه ویژه درخواست آزمایش تجزیه و تحلیل نارکوآنالیز را برای چهار نفر کرد که یکی از آنها به دلیل عوارض احتمالی پس از آزمایش حاضر به رضایت نشد.

### روسیه
یک دزد از بخش سلاح‌های بیولوژیکی ۱۲ اداره «غیرقانونی» (S) KGB (به عنوان مثال، در حال حاضر بخشی از سرویس SVR روسیه) ادعا کرد که یک سرم با کد SP-117 بسیار کارآمد است، و بسیار مورد استفاده قرار گرفته‌است. به گفته وی، «دارویی که زبان را شل می‌کند» هیچ طعم، بو، رنگ و عوارض جانبی فوری ندارد. از همه مهم‌تر، شخصی به خاطر داشتن «گفتگوی قلب به دل» هیچ خاطره ای نداشته‌است و پس از آن احساس می‌کند که ناگهان به خواب رفته‌است. افسران اداره S در درجه اول از این دارو برای بررسی وفاداری و قابل اعتماد بودن نمایندگانی که در خارج از کشور فعالیت می‌کردند مانند ویتالی یورچنکو استفاده می‌کردند. به گفته الکساندر لیتویننکو، ایوان ریبکین، نامزد انتخابات ریاست جمهوری روسیه، در حین آدم‌ربایی خود در سال ۲۰۰۴ توسط عوامل FSB با همان ماده مخدر روبرو شد.

### ایالات متحده
اسکوپولامین توسط متخصص زنان و زایمان رابرت ارنست هاوس به عنوان پیشرفتی که مانع محکومیت‌های کاذب می‌شود، از سال ۱۹۲۲ ترویج شد. وی متذکر شده بود که زنان در هنگام زایمان که به آنها اسکوپولامین داده می‌شود، حتی در حالت خواب گرگ و میش می‌توانند به سوالات دقیق پاسخ دهند و در اظهارات خود اغلب «بسیار رک و صریح» بودند. هاوس پیشنهاد کرد که می‌توان از اسکوپولامین هنگام بازجویی از مجرمان مشکوک استفاده کرد. وی حتی مقرر کرد اسکوپولامین را به زندانیان در زندان شهرستان دالاس تجویز کند. اعتقاد بر این بود که هر دو مرد مقصر هستند، هر دو تحت اسکوپولامین منکر گناه شدند و سرانجام هر دو تبرئه شدند. در سال ۱۹۲۶، قاضی رابرت واکر فرانکلین، استفاده از اسکوپولامین را در یک پرونده قضایی رد کرد، وی هم از ریشه علمی آن و هم از عدم اطمینان از تأثیر آن سؤال کرد.
دفتر خدمات استراتژیک ایالات متحده (OSS) با استفاده از مسکالین، اسکوپولامین و ماری جوانا به عنوان داروهای احتمالی حقیقت در طول جنگ جهانی دوم آزمایش کرد. آنها نتیجه گرفتند که تأثیرات آن با الکل تفاوت چندانی ندارد: افراد پرحرف تر می‌شدند اما این به معنای راستگویی آنها نبود. مانند هیپنوتیزم، مواردی نیز در زمینه پیشنهاد پذیری و تأثیر مصاحبه‌کننده وجود داشت. موارد مربوط به اسکوپولامین منجر به آمیزه ای از شهادتها هم در مورد مخالفان و هم در برابر مظنونین می‌شود که گاهی با هم تناقض دارند.
LSD نیز بعنوان یک سرم حقیقت احتمالی در نظر گرفته شد، اما غیرقابل اعتماد بود. در طی دهه‌های ۱۹۵۰ و ۱۹۶۰، آژانس اطلاعات مرکزی ایالات متحده (CIA) تحقیقات متعددی از جمله Project MKUltra و Project MKDELTA را انجام داد که شامل استفاده غیرقانونی از داروهای حقیقت از جمله LSD بود. گزارش سیا از سال ۱۹۶۱ که در سال ۱۹۹۳ منتشر شد، نتیجه‌گیری می‌کند:
"نکات برجسته ای که از این بحث به دست می‌آید موارد زیر است. چنین جادویی به عنوان مفهوم مشهور سرم حقیقت وجود ندارد. باربیتورات‌ها، با بر هم زدن الگوهای دفاعی، ممکن است گاهی اوقات در بازجویی مفید باشند، اما حتی در بهترین شرایط نیز خروجی آلوده به فریب، تخیل، گفتار مبهم، و غیره. آسیب پذیری عمده ای که آنها در این موضوع ایجاد می‌کنند تمایل به اعتقاد وی است که او بیش از آنچه که خودش نشان داده‌است نشان داده‌است. با این حال، برای افراد عادی و روانگردان‌ها مقاومت در برابر بازجویی از مواد مخدر امکان پذیر است؛ به نظر می‌رسد هر فردی که بتواند در برابر بازجویی فشرده معمولی مقاومت کند، می‌تواند خود را در بیماری مخدر تحمل کند. بهترین کمک برای دفاع در برابر بازجویی از نارکو، آگاهی از روند و محدودیت‌های آن است. نیاز شدیدی به مطالعات تجربی کنترل شده در مورد واکنش دارویی وجود دارد، نه تنها برای افسردگی بلکه برای محرک و ترکیبات افسردگی، محرک و آتاراکسیک.
در سال ۱۹۶۳، دادگاه عالی ایالات متحده در Townsend v. ساین، اعترافاتی که در نتیجه بلع سرم حقیقت ایجاد شده‌است «غیرقانونی مجبور» بوده و بنابراین غیرقابل قبول است. دوام شواهد پزشکی قانونی تولید شده از سرم‌های حقیقت در دادگاه‌های پایین‌تر مورد رسیدگی قرار گرفته‌است - قاضیان و شاهدان خبره به‌طور کلی توافق کرده‌اند که برای کشف دروغ قابل اعتماد نیستند.
در سال ۱۹۶۷، در تحقیقات مربوط به ترور JFK، جیم گاریسون، دادستان منطقه، پری روسو را برای بازجویی از سدیم پنتوتال استفاده کرد.
اخیراً، یک قاضی استفاده از تجزیه و تحلیل narcoanalysis را در دادگاه تیراندازی آرورا، کلرادو ۲۰۱۲ برای ارزیابی اینکه آیا وضعیت روحی جیمز ایگان هولمز برای ادعای جنون معتبر است، تأیید کرد. قاضی ویلیام سیلوستر حکم داد که دادستان‌ها مجاز به بازجویی از هولمز «تحت تأثیر داروی پزشکی طراحی شده برای شل کردن او و تحریک وی برای گفتگو» مانند آمیتال سدیم، در صورت ارائه ادعای جنون آمیز هستند. امید این بود که یک «مصاحبه تحلیل تحلیلی» بتواند تأیید کند که آیا وی در ۲۰ ژوئیه، تاریخ تیراندازی، از نظر قانونی مجنون بوده‌است یا خیر. مشخص نیست که آیا چنین معاینه ای انجام شده‌است یا خیر.
ویلیام شفرد، رئیس بخش دادرسی کیفری انجمن وکلای دادگستری آمریکا اظهار داشت، در رابطه با پرونده هولمز، استفاده از "داروی حقیقت" همان‌طور که پیشنهاد شده‌است، "برای اطمینان از صحت ادعای دیوانگی متهم … بحث حقوقی شدیدی را در رابطه با حق سکوت هولمز تحت اصلاحیه پنجم قانون اساسی ایالات متحده برانگیخت. " اوت پایپر، روان‌پزشک، در مورد اثربخشی احتمالی چنین معاینه ای اظهار داشت که «اثرات کاهش مهار آمیتال به هیچ وجه موضوع را وادار به ارائه اظهارات یا خاطرات واقعی نمی‌کند.» از نظر پیپر، اسکات لینفیلد از روان‌شناسی امروز اظهار داشت که «دلیل موجهی وجود دارد که باور کنیم سرم‌های حقیقت فقط آستانه گزارش کردن تقریباً تمام اطلاعات، درست و نادرست را پایین می‌آورند.»